# Mosty na Císařský ostrov

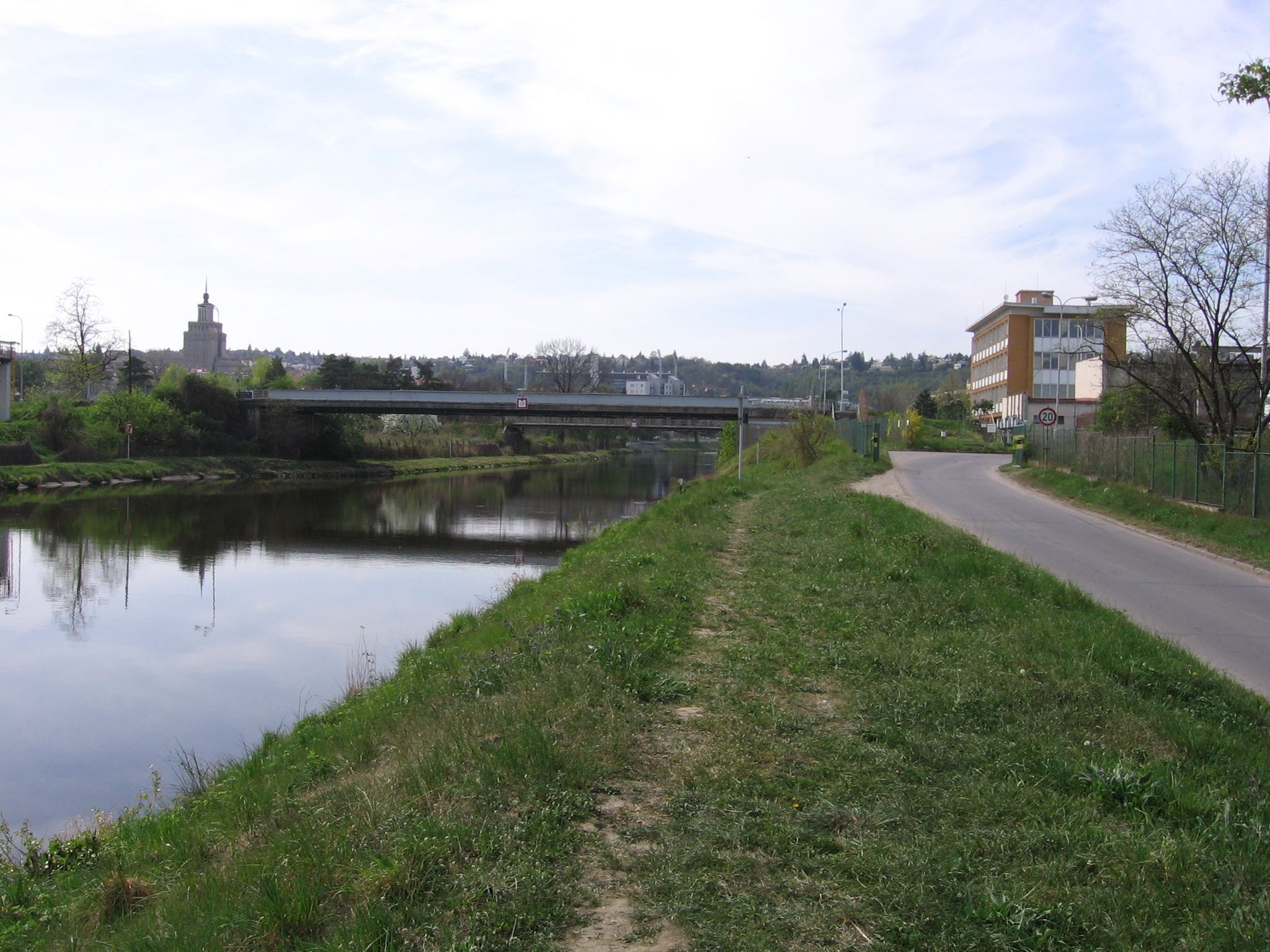
Most na Císařský ostrov k Ústřední čistírně odpadních vod

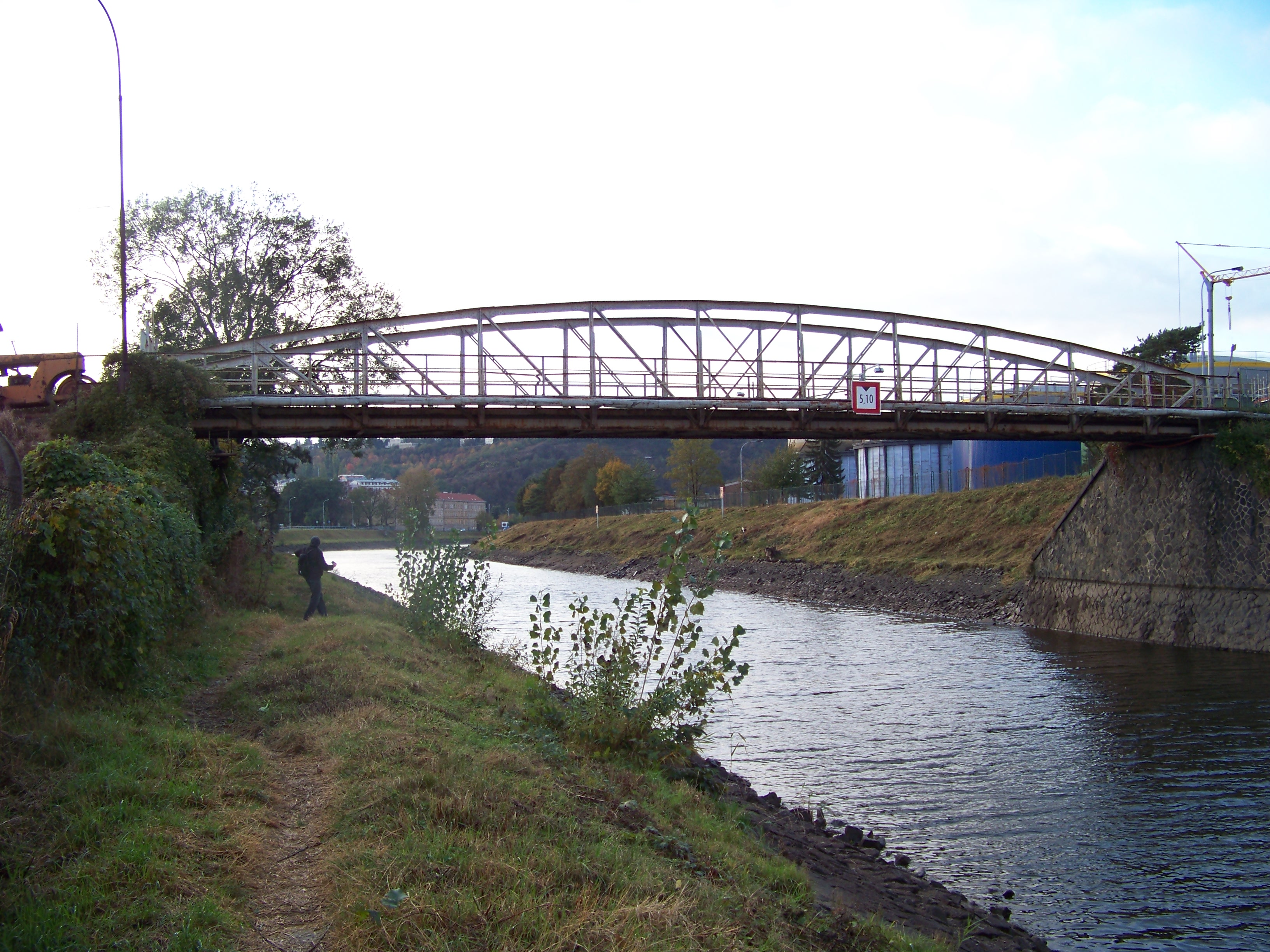
Starý most na Císařský ostrov od historické čistírny

Na Císařský ostrov v Praze vedou tři mosty přes plavební kanál, který ostrov odděluje od bubenčského břehu a Podbaby, a z trojského břehu jediná Trojská lávka. Přes severní cíp ostrova má vést plánovaný most Podbaba – Troja.
Zřejmě roku 1703 byl postaven dřevěný můstek u Císařského mlýna, kam tehdy ostrov v meandru Malé říčky dosahoval. Nejpozději při regulaci řeky a výstavbě plavebního kanálu v letech 1899–1910 tento můstek zanikl.
Novým spojením do Královské obory se stal železný silniční most poloparabolické konstrukce. Jeho délka byla 24 m, šířka 6 m a podjezdná výška 5,4 m. Do provozu byl předán 18. prosince 1901. Tento most byl v roce 2005 jako už dosti zchátralý zbořen a v roce 2006 byl nahrazen novým mostem. Vozovka se rozšířila na 7 m, chodníky po obou stranách na 2,5 m. Vozovka byla od hladiny vody zvýšena o 1,3 m. Podjezdná výška činí 5,3 m. Po mostě vede oblíbená vycházková trasa do zoologické i botanické zahrady.
Dále po proudu jsou dva mosty, které jsou spojeny s odpadovým hospodařením města.
První z nich byl postaven asi ve druhé polovině 70. let pro obsluhu nové Ústřední čistírny odpadních vod (postavena roku 1967). Průchod přes tento most bývá příležitostně (o víkendech) umožněn cyklistům a pěším.
Druhý z nich sloužil pro úzkorozchodnou dráhu, která vyvážela kal z původní čistírny v Bubenči (dokončena roku 1905, dnes Ekotechnické museum). Po výstavbě nové čistírny byly koleje odstraněny a most ještě nějakou dobu sloužil. Dnes již není používán.